# Sigeberht II dell'Essex
Sigeberto II o Sigeberth II dell'Essex (... – 660 o 661) detto anche il buono, fu Re dei Sassoni orientali prendendo il potere alla morte di uno dei suoi parenti, Sigeberht I dell'Essex.
Nell'Essex era stato creato un vescovado per opera di Mellito di Canterbury, ma il regno era poi tornato al paganesimo e solo sotto il regno di Sigeberht vi fu un ritorno al cristianesimo. L'unica fonte su di lui è data, di fatto, dalle opere di Beda il Venerabile.

## Biografia
A parte il riferimento di parentela che lega Sigeberht al suo predecessore e consanguineo Sigeberht I dell'Essex Beda il Venerabile non offre altre indicazioni in merito alle origini di Sigeberht. Alcune prove ulteriori vengono dalle genealogie di Offa, Swithred e Sigered contenute in alcuni manoscritti del IX secolo e da due cronisti che lavorarono dopo la Conquista normanna dell'Inghilterra, Guglielmo di Malmesbury e Giovanni di Worcester. Nell'opera di quest'ultimo, Chronicon ex Chronicis, sono inclusi sia un memorandum che una lista di genealogia, purtroppo le testimonianze ivi contenute sono spesso in contraddizione fra loro. Alcuni storici, comparando il materiale, credono che Sigeberht possa essere figlio di Saeward dell'Essex e padre di Sighere dell'Essex.
Sigeberht trovò un alleato in Oswiu di Northumbria e le affermazioni di Beda secondo le quali egli lo andava a visitare regolarmente in Northumbria e la generale natura dell'influenza che Oswiu esercitò su Sigeberht fanno pensare che il bilanciamento del potere fosse a favore del secondo più che del primo. Oswiu forse gli offrì aiuto nel porre resistenza contro Penda di Mercia come si potrebbe desumere anche dall'alleanza che Oswiu strinse con Peada di Mercia re degli Angli di Mezzo e figlio di Penda.
Il ritratto che Beda offre di Sigeberht deve molto del suo interesse alla conversione degli angli orientali, quando Sigeberht aveva preso il potere era un pagano, ma Oswiu lo esortò ad abbracciare il Cristianesimo, come Peada Sigeberht e gli altri suoi seguaci vennero battezzati da Finan di Lindisfarne presso una delle proprietà di Oswiu, Ad Murum, forse nei pressi dell'odierno villaggio di Walbottle. La conversione ebbe luogo, probabilmente, nel 653 o 654 prima che iniziassero gli attacchi di Penda. Su richiesta di Sigeberht Oswiu mandò dei missionari a evangelizzare le sue terre e il gruppo era capitanato da Cedda che, insieme ad altri tre preti, era da poco ritornato da una missione presso gli Angli di Mezzo. La missione dovette essere un successo giacché quando Cedda andò da Finan questi lo consacrò Vescovo dell'Essex, i quattro fondarono comunità presso Tilaburg (forse il villaggio di East Tilbury) e a Ithancester (probabilmente Bradwell-on-Sea) e questo portò all'espansione dell'autorità della chiesa di Lindisfarne verso sud cosa che viene considerata come espressione di un'opportunistica espansione della Bernicia nella regione.
Beda scrive che Sigberht era diventato pio praticando il perdono cristiano, ma questa sua nuova attitudine lo condusse ad essere vittima di un omicidio avvenuto per mano di alcuni suoi consanguinei, forse due fratelli, arrabbiati proprio per la sua tendenza a perdonare il nemico. Cedda pare avesse scomunicato uno dei due per essersi sposato illegalmente e aveva vietato a chiunque di pranzare con lui od entrare nella sua casa, Sigeberht vi andò comunque e Cedda, nonostante egli avesse chiesto perdono per la propria disobbedienza, profetizzò che sarebbe morto proprio per mano del suo ospite a causa della propria disobbedienza. Quale che fosse il messaggio che Beda voleva trasmettere con questo racconto occorre guardare allo scenario politico dell'epoca. Con la caduta di Oswiu la presa della Bernicia si fece meno salda sull'Anglia Orientale e il successore, e forse assassino, di Sigeberht, Swithelm dell'Essex, quando ebbe bisogno di qualcuno che lo tenesse a battesimo si rivolse a Æthelwold dell'Anglia orientale. Un cambio di lealtà all'interno dell'élite politica dei Sassoni Orientali può offrire un indizio sul perché Sigeberht venne ucciso. Alcuni storici ritengono, per altro, che Swithelm fosse proprio uno dei due assassini citati da Beda.
La data esatta di morte di Sigeberht non è nota, ma dev'essere stata prima del 664 anno in cui Swithelm morì.